# Subcorticaal
Het bijvoeglijk naamwoord subcorticaal (Latijn: sub, onder / cortex, schors) is de aanduiding van een locatie binnen een orgaan. Daarbij kan elk orgaan bedoeld worden dat een cortex heeft. Bij dieren kunnen dat onder andere de (kleine of grote) hersenen, de nieren of de eierstokken zijn; bij vaatplanten kan de stengel of de wortel worden bedoeld.
De tegengestelde term is 'corticaal'.
In de neurologie wordt de term bijvoorbeeld gebruikt bij het typeren van dementie: subcorticale dementie, waartoe de ziekte van Parkinson, de ziekte van Huntington en de Progressieve supranucleaire parese (PSP) behoren. Dit in tegenstelling tot de corticale dementieën, waartoe onder andere de ziekte van Alzheimer wordt gerekend.